# Парсуково
Парсуково (рос. Парсуково) — присілок в Таруському районі Калузької області Російської Федерації.
Населення становить 32 особи. Входить до складу муніципального утворення Село Вознесення.

## Історія
Від 2004 року входить до складу муніципального утворення Село Вознесення

## Населення
| 2002 | 2010 |
| ---- | ---- |
| 51   | ↘32  |